# Manuela Villalpando
Manuela Villalpando Martínez (Cogolludo, 1915 - Segovia, 14 de agosto de 2011) fue una bibliotecaria, historiadora, biógrafa y académica de la Real Academia de Historia y Arte de San Quirce.

## Biografía
Hija de un maestro, se formó en Filosofía y Letras en Madrid, y ganó por oposición una plaza como bibliotecaria en Ciudad Real. Años después de la Guerra Civil, en 1945, llegó a Segovia como bibliotecaria y archivera. En esta ciudad castellana conoció al poeta e ingeniero Juan de Vera con el que contrajo matrimonio. 
A través de su marido tomó contacto con los supervivientes de la antigua tertulia de San Gregorio, matriz de la Universidad Popular Segoviana (desmantelada por la dictadura y renombrada por Dionisio Ridruejo como Instituto Diego de Colmenares), y que, a la postre, originó la Academia de Historia y Arte de San Quirce. A partir de aquel encuentro, Manuela Villalpando inició una serie de investigaciones sobre artistas segovianos, siendo su primer artículo un estudio biográfico sobre el escultor Pedro de Bolduque. Abrió así una de sus dos obras emblemáticas, el Diccionario de artistas y artesanos en Segovia de los siglos XVI y XVII, publicado a finales de los años 1980, en el que recogió buena parte de sus investigaciones a lo largo de cuarenta años. Su otra gran obra, la Universidad Popular Segoviana (1919-1936), constituye el trabajo más completo sobre la fecunda vida cultural de Segovia en los años 1920 y 1930 y sus protagonistas.

### Académica de la Real de San Quirce
En 1960, Manuela accedió como académica de número a San Quirce -la primera mujer en hacerlo-, y continuó con sus trabajos de investigación. Desarrolló varias obras sobre la arquitectura de la provincia de Segovia, la más destacada, Los castillos de Segovia (1958), conjuntamente con su marido. Publicó numerosos artículos en revistas especializadas, en torno a la catedral de Segovia y a quienes fueron sus arquitectos, pintores, escultores, decoradores, artesanos y rejeros, así como las documentadas relaciones recopiladas de los archivos, públicos y privados, en especial aquellos relacionados con el periodo que abarca desde el siglo XV al siglo XVIII. 
Es autora también de otras dos monografías: Jerónimo de Alcalá Yáñez (1571-1632) y Segovia, de 1976, y el Índice de testamentos de los siglos XVI-XVII, publicada en 1989. Muy considerada y querida entre el resto de académicos de San Quirce, fue la primera mujer elegida presidente (y reelegida varias veces) en una academia española. Permaneció activa, publicando con asiduidad hasta 2001, y asistiendo con regularidad a las reuniones de San Quirce, a pesar de su edad.